# سيات ماربيا
سيات ماربيا (بالإنجليزية: SEAT Marbella)‏ هي سيارة من تصنيع شركة سيات.